# アリハント級原子力潜水艦
アリハント級原子力潜水艦（アリハントきゅうげんしりょくせんすいかん、ヒンディー語: अरिहंत श्रेणी की पनडुब्बियाँ、英語: Arihant class nuclear-powered submarine）は、インド海軍が運用する、戦略ミサイル原子力潜水艦。インド海軍初の国産原子力潜水艦である。先進技術艦プロジェクト（Advanced Technology Vessel（ATV））の元、開発が進められてきた。
現在1番艦のアリハント、2番艦のアリガートが就役中。

## 年表
- 2009年7月26日、アリハントが進水[5]。
- 2013年8月9日、アリハントの原子炉が臨界に到達[2]。
- 2014年12月13日、アリハントが海上公試を開始。
- 2016年8月、アリハントが就役。
- 2017年2月、アリハントがハッチの閉め忘れにより浸水する事故が発生[6]。
- 2017年11月19日、アリガートが進水[7]。
- 2018年1月8日、アリガートが海上公試を開始。
- 2021年3月、アリガートの海上公試が完了。
- 2022年10月14日、アリハントが潜水艦発射弾道ミサイル（SLBM）を訓練発射[8][9]。
- 2024年8月29日、アリガートが就役[4][10]。

## 同型艦
| 艦番号  | 艦名                | 進水            | 就役           |
| ------- | ------------------- | --------------- | -------------- |
| SSBN-80 | アリハント          | 2009年 7月26日  | 2016年 8月     |
| SSBN-81 | アリガート          | 2017年 11月19日 | 2024年 8月29日 |
| SSBN-82 | アリダマン          |                 | 2024年（予定） |
|         | S4*（コードネーム） |                 | 2025年（予定） |